# Église Saint-Gervais-Saint-Protais de Couture-sur-Loir
L'église Saint-Gervais-Saint-Protais est une église catholique située à Couture-sur-Loir, en France.

## Localisation
L'église est située dans le département français de Loir-et-Cher, sur la commune de Couture-sur-Loir.

## Historique
L'édifice est classé au titre des monuments historiques en 1924.